# Grand Isle (île du Vermont)
Pour les articles homonymes, voir Grand Isle.
Grand Isle est la plus grande île du lac Champlain, à la limite entre les États du Vermont (auquel elle appartient) et de l'État de New York. Sa superficie est de 81,86 km2 et s'étend sur une vingtaine de kilomètres sur un axe Nord-Sud.
Rattachée par des ponts routiers à la terre ferme et à la petite île de North Hero, elle est reliée à la ville de Plattsburgh (État de New York) par un service de ferry.
L'île de Grand Isle est constituée de deux municipalités, Grand Isle et South Hero, qui regroupent 3 651 habitants (recensement de 2000).